# المعاهدة الأنجلو إثيوبية (1897)

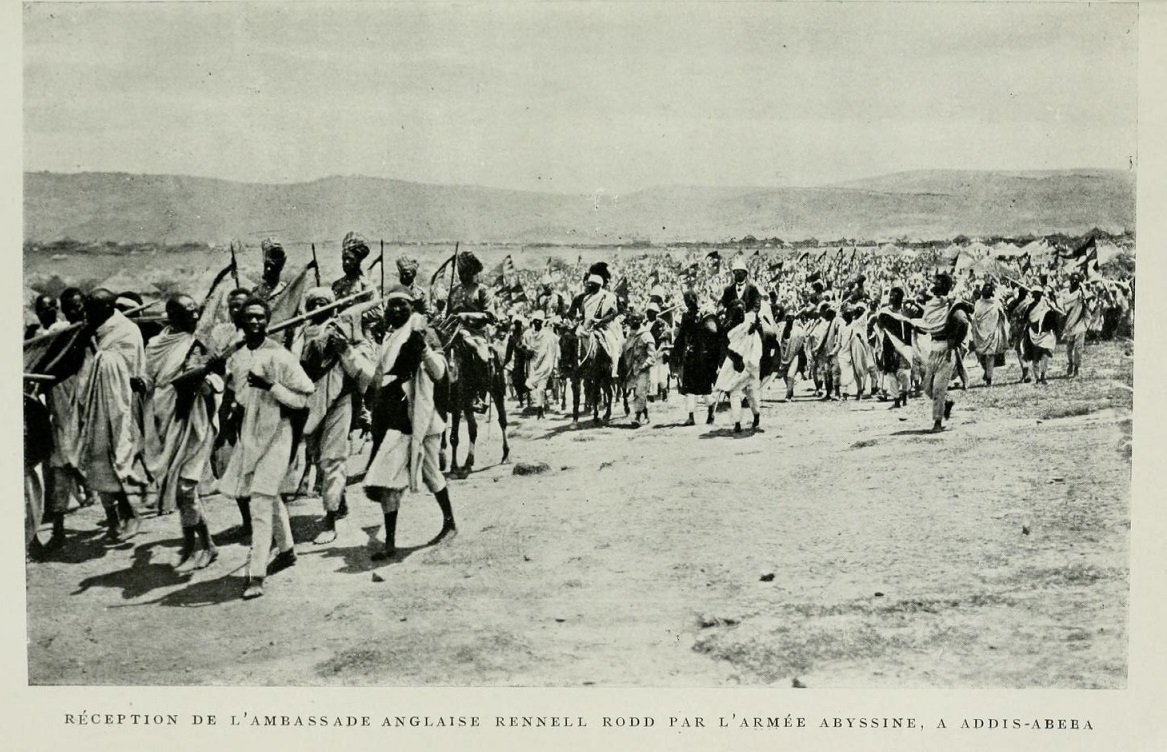
وصول بعثة رونل رود إلى أديس أبابا

المعاهدة الأنجلو إثيوبية 1897 كما تُعرف باسم معاهدة رود هي معاهدة توصَّل إليها الدبلوماسي السير رنل رود من بريطانيا العظمى وإمبراطور إثيوبيا منليك الثاني بشأن المسائل الحدوديَّة العالقة بين إثيوبيا والصومال البريطاني. جرى التوقيع على المعاهدة بتاريخ 14 مايو عام 1897، وكان الهدف المعلن منها هو «تقوية علاقة الصداقة بين المملكتين وجعلها مُجديَّة ومربحة أكثر». كانت هذه المعاهدة واحدة من عدة معاهدات خاصة بحدود إثيوبيا جرى التفاوض عليها وتوقيعها في فترة العشرة سنوات التي أعقبت النصر الإثيوبي على إيطاليا في معركة عدوة. لم تُعيَّن الحدود المُعرَّفة في المعاهدة حتى عام 1932، وذلك استجابةً لرغبة الإمبراطور هيلا سيلاسي حيث عبَّر عن الحاجة المُلِّحة إلى ترسيم جميع حدود إثيوبيا خلال زيارة قام بها إلى أوروبا عام 1924. وفقاً للمُفوّض السامي البريطاني المُقدّم «إي إتش إم كليفورد» فإن «المفاوضات للوصول إلى هذه الغاية جرت ببطئ، ولكنها كانت من المؤكد شاملة، وبلغت مرحلة الاستعدادات المفروغ منها في نهاية عام 1930، بيد أن لجنة الحدود لم تجتمع في حقيقة الأمر حتى 8 يناير عام 1932 في بربرة». شارك المفوض كليفورد بعد ذلك في عملية ترسيم الحدود التي امتدت من الحدود البريطانية الإيطالية التي عُيّنت خلال الفترة من عام 1929 حتى عام 1930 عند دائرة العرض 9° شمال وخط طول 44° شرق، غرب النقطة الحدودية الثلاثية التي تلتقي فيها حدود الصومال الفرنسي مع حدود الصومال البريطاني وإثيوبيا.
نصَّت المعاهدة على عدة بنود ومنها:
- المادة الأولى: سمحت للرعايا القادمين من إثيوبيا والصومال البريطاني التمتع بحرياتهم كاملة في المتاجرة فيما بينهم.
- المادة الثانية: عرَّفت الحدود الجغرافيَّة بين إثيوبيا الصومال البريطاني.
- المادة الثالثة: حددت الإبقاء على طريق القوافل الواصل ما بين هرر وميناء زيلع مفتوحاً.
- المادة الرابعة: منحت إثيوبيا مزايا خاصة لبريطانيا بما يتعلق بالضرائب ورسوم الاستيراد.
- المادة الخامسة: سمحت لإثيوبيا باستيراد المعدات والتجهيزات العسكريَّة عبر الصومال البريطاني.
- المادة السادسة: عالجت مشاكل خاصة بالدولة المهدية في السودان.